# 霍童灌溉工程
霍童灌溉工程，位于中华人民共和国福建省宁德市蕉城区霍童镇，为一个全国重点文物保护单位，类型为其他，公布时间为2019年10月7日。
霍童灌溉工程始修于隋朝皇泰元年（618年），由前諫議大夫黄鞠主持修建，包含霍童溪左岸的琵琶洞和右岸的龙腰渠两个水利工程，灌溉了数万亩当地农田，现今仍在使用。琵琶洞曾以“霍童涵洞”的名义于2000年入选蕉城区第三批文物保护单位，2001年入选第五批福建省文物保护单位。